# Tour Titania
La tour Titania (en espagnol : Torre Titania) est un gratte-ciel situé dans la ville de Madrid, en Espagne.

## Situation
Située tout au sud de l'arrondissement de Tetuán, dans le quartier de Cuatro Caminos, la tour s'élève sur le côté nord de la rue Raimundo Fernández Villaverde, au n°65, dans le centre des affaires de la ville.

## Historique
La construction de la tour commence au milieu de l'année 2007, à l'emplacement de la tour Windsor, détruite deux ans plus tôt par un incendie. Elle est inaugurée en novembre 2011. Propriété de la chaîne El Corte Inglés, elle abrite une partie du magasin du même nom dans ses étages inférieurs.

## Transports
Nuevos Ministerios est la station de métro la plus proche.